# Duchi nella Paria britannica
Questa è una lista degli attuali 25 duchi esistenti nella Parìa britannica e dei duchi reali.

## Ordine di precedenza

Corona araldica di un duca.

1. Duchi nella Parìa d'Inghilterra, in ordine di creazione
2. Duchi nella Parìa di Scozia, in ordine di creazione
3. Duchi nella Parìa di Gran Bretagna, in ordine di creazione
4. Duchi nella Parìa d'Irlanda, in ordine di creazione
5. Duchi nella Parìa del Regno Unito, in ordine di creazione

L'ordine generale di precedenza è impostato secondo la data di creazione, tuttavia il sovrano può concedere qualsiasi posizione di precedenza tra i duchi. I duchi reali sono parte della Parìa del Regno Unito, ma hanno rango superiore nell'ordine di precedenza a causa della loro stretta relazione con il monarca.

## Duchi della Famiglia Reale
| Ducato                                                       | Nome                         | Data di nascita   | Carica         | Erede                                                               | Note                                                  |
| ------------------------------------------------------------ | ---------------------------- | ----------------- | -------------- | ------------------------------------------------------------------- | ----------------------------------------------------- |
| 1. Duca di Cornovaglia, Duca di Rothesay e Duca di Cambridge | William, principe del Galles | 21 giugno 1982    | 29 aprile 2011 | George di Galles                                                    | Primogenito di Carlo III del Regno Unito              |
| 2. Duca di Sussex                                            | Henry, duca di Sussex        | 15 settembre 1984 | 19 maggio 2018 | Archie di Sussex                                                    | Secondogenito di Carlo III del Regno Unito            |
| 3. Duca di York                                              | Andrea, duca di York         | 19 febbraio 1960  | 23 luglio 1986 | Nessun erede                                                        | Secondogenito di Elisabetta II del Regno Unito        |
| 4. Duca di Gloucester                                        | Richard, duca di Gloucester  | 26 agosto 1944    | 10 giugno 1974 | Alexander Windsor, conte di Ulster                                  | Nipote in linea maschile di Giorgio V del Regno Unito |
| 5. Duca di Kent                                              | Edward, duca di Kent         | 9 ottobre 1935    | 25 agosto 1942 | George Windsor, conte di St Andrews                                 | Nipote in linea maschile di Giorgio V del Regno Unito |
| 6. Duca di Edimburgo                                         | Edoardo, duca di Edimburgo   | 10 marzo 1964     | 10 marzo 2023  | Titolo non ereditario, tornerà alla Corona alla morte del detentore | Terzogenito di Elisabetta II del Regno Unito          |

## Duchi nella Parìa d'Inghilterra
| Ducato                 | Nome                                             | Data di nascita  | Carica            | Erede                                                 | Note                                                                                      |
| ---------------------- | ------------------------------------------------ | ---------------- | ----------------- | ----------------------------------------------------- | ----------------------------------------------------------------------------------------- |
| 1. Duca di Norfolk     | Edward Fitzalan-Howard, XVIII duca di Norfolk    | 2 dicembre 1956  | 24 giugno 2002    | Henry Miles Fitzalan-Howard, conte di Arundel         | Premier Duke e Earl Marshal; la residenza ufficiale è il Castello di Arundel, West Sussex |
| 2. Duca di Somerset    | John Seymour, XIX duca di Somerset               | 30 dicembre 1952 | 15 novembre 1984  | Sebastian Seymour, Lord Seymour                       | La residenza ufficiale è Bradley House, Wiltshire                                         |
| 3. Duca di Richmond    | Charles Gordon-Lennox, XI duca di Richmond       | 8 gennaio 1955   | 1º settembre 2017 | Charles Henry Gordon-Lennox, conte di March e Kinrara | La residenza ufficiale è Goodwood House, Sussex                                           |
| 4. Duca di Grafton     | Henry FitzRoy, XII duca di Grafton               | 6 aprile 1978    | 7 aprile 2011     | Alfred, conte di Euston                               | La residenza ufficiale è Euston Hall, Suffolk                                             |
| 5. Duca di Beaufort    | Henry Somerset, XII duca di Beaufort             | 22 maggio 1952   | 16 agosto 2017    | Henry Robert FitzRoy Somerset, marchese di Worcester  | La residenza ufficiale è Badminton House, Gloucestershire                                 |
| 6. Duca di St. Albans  | Murray Beauclerk, XIV duca di St. Albans         | 19 gennaio 1939  | 8 ottobre 1988    | Charles Beauclerk, conte di Burford                   |                                                                                           |
| 7. Duca di Bedford     | Andrew Russell, XV duca di Bedford               | 30 marzo 1962    | 13 giugno 2003    | Herny Russel, marchese di Tavistock                   | La residenza ufficiale è Woburn Abbey, Bedfordshire                                       |
| 8. Duca di Devonshire  | Peregrine Cavendish, XII duca di Devonshire      | 27 aprile 1944   | 3 maggio 2004     | William Cavendish, Conte di Burlington                | La residenza ufficiale è Chatsworth House, Derbyshire                                     |
| 9. Duca di Marlborough | Jamie Spencer-Churchill, XII duca di Marlborough | 24 novembre 1955 | 16 ottobre 2014   | George Spencer-Churchill, marchese di Blandford       | La residenza ufficiale è Blenheim Palace, Oxfordshire                                     |
| 10. Duca di Rutland    | David Manners, XI duca di Rutland                | 8 maggio 1959    | 4 gennaio 1999    | Charles Manners, marchese di Granby                   | La residenza ufficiale è Haddon Hall, Derbyshire                                          |

## Duchi nella Parìa di Scozia
| Ducato                                 | Nome                                                                                     | Data di nascita  | Carica            | Erede                                                              | Note                                                           |
| -------------------------------------- | ---------------------------------------------------------------------------------------- | ---------------- | ----------------- | ------------------------------------------------------------------ | -------------------------------------------------------------- |
| 1. Duca di Hamilton                    | Alexander Douglas Douglas-Hamilton, XVI duca di Hamilton                                 | 31 marzo 1978    | 5 giugno 2010     | Douglas Charles Douglas-Hamilton, marchese di Douglas e Clydesdale | La residenza ufficiale è il Lennoxlove House, Haddington       |
| 2. Duca di Bucchleuch e di Queensberry | Richard Walter John Montagu Douglas Scott, X duca di Buccleuch e XII duca di Queensberry | 14 febbraio 1954 | 4 settembre 2007  | Walter John Francis Montagu Douglas Scott, conte di Dalkeith       | La residenza ufficiale è il Castello di Drumlanrig, Drumlanrig |
| 3. Duca di Lennox                      | Charles Gordon-Lennox, XI duca di Lennox                                                 | 8 gennaio 1955   | 1º settembre 2017 | Charles Henry Gordon-Lennox, conte di March e Kinrara              | La residenza ufficiale è Goodwood House, Sussex                |
| 4. Duca di Argyll                      | Torquhil Ian Campbell, XIII Duca di Argyll                                               | 29 maggio 1968   | 22 aprile 2001    | Archibald Frederick Campbell, Marchese di Lorne                    | La residenza ufficiale è il Castello di Inveraray, Argyll      |
| 5. Duca di Atholl                      | Bruce Murray, XII duca di Atholl                                                         | 6 aprile 1960    | 16 maggio 2012    | Michael Bruce John Murray, Marchese di Tullibardine                | La residenza ufficiale è il Blair Castle, Perthshire           |
| 6. Duca di Montrose                    | James Graham, IX duca di Montrose                                                        | 6 aprile 1935    | 10 febbraio 1992  | James Alexander Norman Graham, Marchese of Graham                  | La residenza ufficiale è Auchmar, vicino Loch Lomond           |
| 7. Duca di Roxburghe                   | Charles Innes-Ker, XI duca di Roxburghe                                                  | 18 febbraio 1981 | 30 agosto 2019    | Edward Arthur Gerald Innes-Ker                                     | La residenza ufficiale è il Castello di Floors, Kelso          |

## Duchi nella Parìa di Gran Bretagna
| Ducato                    | Nome                                                     | Data di nascita  | Carica          | Erede                                                              | Note                                                         |
| ------------------------- | -------------------------------------------------------- | ---------------- | --------------- | ------------------------------------------------------------------ | ------------------------------------------------------------ |
| 1. Duca di Manchester     | Alexander Montagu, XIII duca di Manchester               |                  | 25 luglio 2002  | Kimble Montagu, visconte Mandeville                                | La residenza ufficiale è il Kimbolotn Castle, Cambridgeshire |
| 2. Duca di Northumberland | Ralph Percy, XII duca di Northumberland                  | 16 novembre 1956 | 11 ottobre 1988 | George Percy, conte Percy                                          | La residenza ufficiale è Alnwick Castle, Northumberland      |
| 3. Duca di Brandon        | Alexander Douglas Douglas-Hamilton, XIII Duca di Brandon | 31 marzo 1978    | 5 giugno 2010   | Douglas Charles Douglas-Hamilton, marchese di Douglas e Clydesdale | La residenza ufficiale è il Lennoxlove House, Haddington     |

## Duchi nella Parìa d'Irlanda
| Ducato              | Nome                                    | Data di nascita | Carica         | Erede                                | Note                                         |
| ------------------- | --------------------------------------- | --------------- | -------------- | ------------------------------------ | -------------------------------------------- |
| 1. Duca di Leinster | Maurice FitzGerald, IX duca di Leinster | 7 aprile 1948   | 27 maggio 2004 | Edward FitzGerald                    |                                              |
| 2. Duca di Abercorn | James Hamilton, V duca di Abercorn      | 4 luglio 1934   | 4 giugno 1979  | James Hamilton, marchese di Hamilton | La residenza ufficiale è Baronscourt, Tyrone |

## Duchi nella Parìa del Regno Unito
| Ducato                 | Nome                                     | Data di nascita  | Carica            | Erede                               | Note                                                      |
| ---------------------- | ---------------------------------------- | ---------------- | ----------------- | ----------------------------------- | --------------------------------------------------------- |
| 1. Duca di Wellington  | Charles Wellesley, IX duca di Wellington | 19 agosto 1945   | 31 dicembre 2014  | Arthur Wellesley, marchese di Douro | La residenza ufficiale è Stratfield Saye House, Hampshire |
| 2. Duca di Sutherland  | Francis Egerton, VII duca di Sutherland  | 18 febbraio 1940 | 21 settembre 2000 | James Egerton, marchese di Stafford | La residenza ufficiale è Mertoun House, Scottish Borders  |
| 3. Duca di Westminster | Hugh Grosvenor, VII duca di Westminster  | 29 gennaio 1991  | 9 agosto 2016     |                                     | La residenza ufficiale è Eaton Hall, Cheshire             |
| 4. Duca di Fife        | David Carnegie, IV duca di Fife          | 3 marzo 1961     | 22 giugno 2015    | Charles Carnegie, Conte di Southesk | La residenza ufficiale è Elsick House, Stonehaven         |